# Mahāśivarātri
La Mahāśivarātri (in sanscrito महाशिवरात्रि, anglicizzata in Maha Shiavaratri), letteralmente "la (grande) notte di Shiva" è una festività indù che celebra il matrimonio tra Shiva e la sua paredra Parvati.

## Ricorrenza

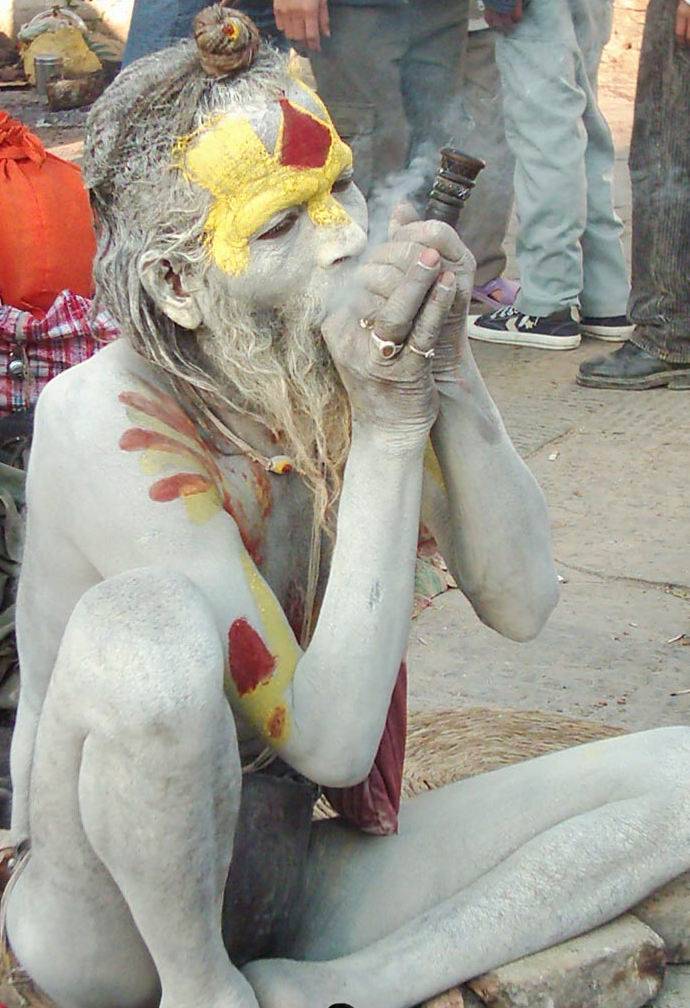
Un sadhu nel Tempio di Pashupatinath durante Shivaratri

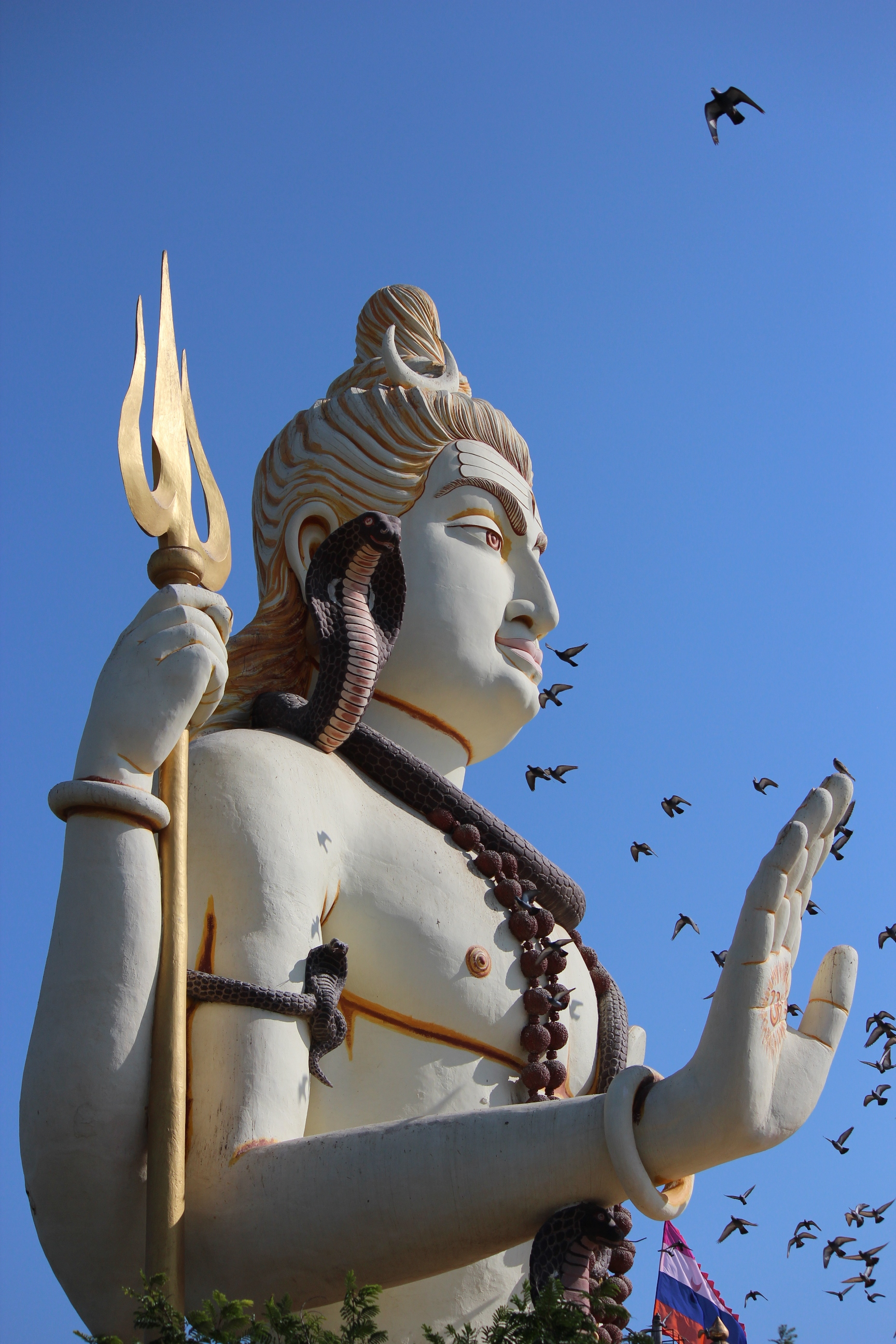
Statua di Shiva-Mahadev al tempio Nageshwar nelle vicinanzze di Dwarka.

La festività si celebra in base al calendario induista e cade nel mese lunare di Phalgun. Cade in febbraio o marzo secondo il calendario gregoriano. Dei dodici Shivaratri annuali, il Maha Shivaratri è quello di maggior rilevanza.

## Celebrazioni
Il festival è principalmente celebrato da offerte di "Bael" (la pianta Egle marmelos) a Shiva. La notte viene divisa in quarti, e ad ogni quarto viene celebrata una Puja speciale, in cui vengono rispettivsmente offerti latte, cagliata, burro chiarificato, ed infine, all'ultimo quarto, miele. I fedeli digiunano tutta la giornata e trascorrono una notte di veglia, detta Jagaran. Per tutto il giorno, i devoti cantano "Om Namah Shivaya", il sacro mantra di Shiva. Una gran varietà di penitenze vengono effettuate al fine di ottenere doni nella pratica dello yoga e della dhyāna-meditazione, al fine di raggiungere il sommo bene della vita costantemente e rapidamente.
In questo giorno, le posizioni dei pianeti nell'atto nell'emisfero settentrionale fanno da catalizzatori potenti per aiutare una persona a rialzare la propria energia spirituale più facilmente. Secondo la tradizione, i mantra in lingua sanscrita, come il "Maha Mrityunjaya Mantra" aumentano notevolmente il loro potere in questa notte.

## Nel mondo
In Nepal, gli indù trascorrono Shivaratri presso il famoso tempio di Pashupatinath.
Nelle comunità indo-caraibiche presenti in tutte le Indie occidentali, migliaia di indù passano la notte negli oltre 400 templi presenti in questa regione dedicati al culto di Shiva.
In India vengono organizzate processioni che partono dai molti templi di Shiva portando in giro statue del dio su carri riccamente decorati.
Nel corso di Maha Shivaratri, il Nishita Kala è il momento ideale per osservare la cerimonia dello Shiva Puja. Nishita Kala celebra il momento in cui Shiva apparve sulla Terra sotto forma di Linga. In questo giorno, in tutti i templi di Shiva, viene eseguito la propiziatoria "Lingodbhava Puja".